# Эмиси

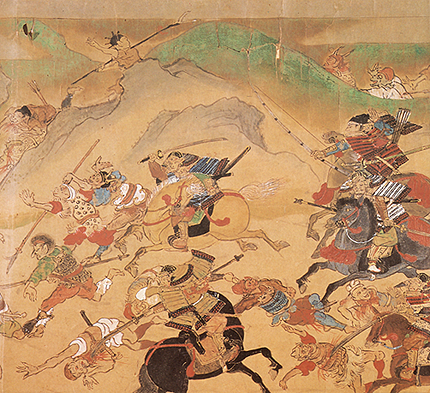
Японские войска сёгуна Саканоуэ гонят отряды эмиси, «Иллюстрированный свод по истории храма Киёмидзу-дэра», 1517)

Эмиси, эбису или эдзо (яп. 蝦夷 эмиси, эбису, эдзо, букв. «креветковые варвары», также записывается 毛人, букв. «волосатые люди») — социокультурная этническая группа, которая проживала в северо-восточной Японии — регионах Канто и Тохоку — в течение IV—XII веков. Её представители считаются автохтонами Японского архипелага и потомками культуры Дзёмон. Традиционная историография рассматривает эмиси как прото-айнское сообщество.

## Этимология
Существует ряд гипотез, которые объясняют происхождение и значение слова «эмиси». Среди них наиболее влиятельны две:
- «Эмиси» происходит от айнского однокоренного слова «люди» (эмчиу или энчу);
- «Эмиси» происходит от японского слова «храбрый воин» (э-мухе)

Поскольку эмиси много веков воевали с ямато, государствообразующим этносом Японии, в японском языке также закрепилось значение «варвар».

## История

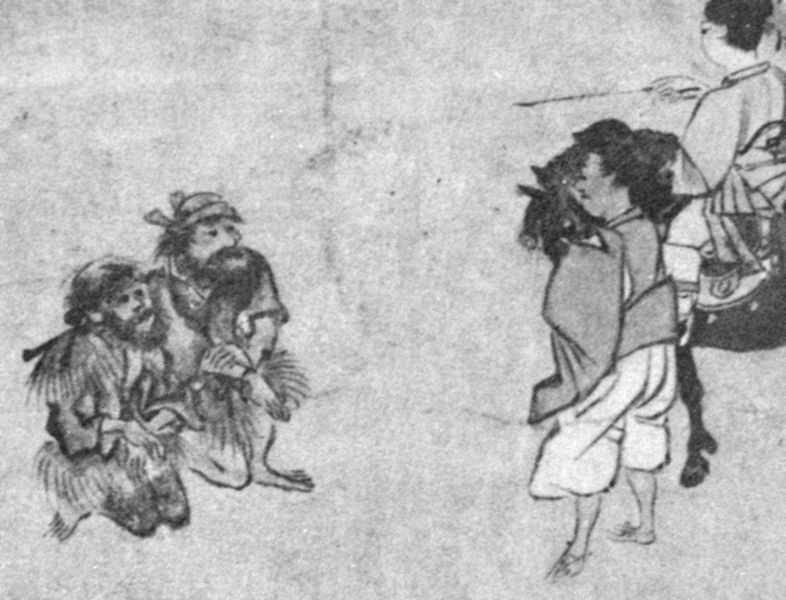
Эмиси отдают дань принцу Сётоку. Произведено в 1324 году по мотивам Shotokutaishi e-den e-maki, изготовлено в 1069 году.

Общество эмиси было организовано в племена или кланы, каждый из которых был основан на территории, которая называлась «село» в японских источниках, сопоставимое по размеру с округами штата. Каждая племенная деревня функционировала независимо от других.
Эмиси не оставили собственных письменных свидетельств, поэтому реконструкция их истории проводится на основе японских и китайских хроник. До VII века об эмиси упоминали как о «волосатых людях», которые живут к северу от японского государства Ямато. Из-за постоянной войны с последним японцы-ямато начали обозначать эмиси презрительными иероглифами «жабы-варвары Востока».
Многие факты указывают на то, как сильно эмиси укоренились на японском архипелаге — всё указывает на их существование, но это стирается из официальной истории Японии.
Ряд японских учёных считает, что эмиси не были отдельной этнической группой, а «социально-неспокойной прослойкой» яматоского этноса — то есть повстанцами и бандитами. Они представляли опасность для государства, которое заставляло правительство постоянно высылать на север войска для подавления их мятежей. Однако большинство исследователей рассматривают эмиси как относительно однородное социокультурное и, соответственно, этническое сообщество. Археологические данные свидетельствуют о близости культуры эмиси к неолитической культуре Дзёмон и средневековой культуры айнов. Это даёт основания считать эмиси промежуточным звеном в эволюции автохтонов Японских островов от неолитического населения к современным айнам.
Первые упоминания стычек эмиси и японцев содержатся в «Кодзики». В китайских хрониках под 659 годом упоминается о посольстве японцев, которые привезли танскому императору «пленённых волосатых людей».
Врагами эмиси были мисихасэ, и первоначально японцы помогли эмиси в борьбе против последних.
В течение VII—IX веков японцы захватили весь ареал проживания эмиси, за исключением Хоккайдо. Те из знатных эмиси, которые сдались яматоскому двору и признали власть императора на своих землях, получили прозвище «пленённый» (фусю) и подверглись ассимиляции. Покорённые неоднократно поднимали восстания, которые жестоко подавлялись. Последними властителями, в жилах которых текла кровь эмиси, был род «северных Фудзивара». Однако в XII столетии он был уничтожен силами самураев Камакурского сёгуната.
В XII веке иероглифическое соединение 蝦夷, ранее читавшееся как «эмиси», стали читать как «эдзо». Это название закрепилось за Хоккайдо в целом, который называли «остров Эдзо» вплоть до XIX века.
Эмиси не сохранили своей этнической целостности и растворились среди яматосцев. Однако некоторые элементы культуры эмиси — одежда, изобразительное искусство, кухня — присутствуют сегодня в регионе Тохоку.

## Эмиси в искусстве
- Принц Аситака, основной действующий персонаж полнометражного аниме-фильма «Принцесса Мононокэ» (1997, режиссёр Хаяо Миядзаки), принадлежит к народности эмиси[3].

- Эмиси упоминаются в манге «Бездомный бог».